# Suché čištění
Suché čištění, také chemické čištění je proces čištění textilií v čistírnách. Při procesu čištění se nepoužívá voda, ale chemikálie. V minulosti to byly benzín, petrolej, benzen, terpentýn a ropa. Tyto látky jsou hodně hořlavé, proto se od nich postupně upustilo a začala se používat syntetická, nehořlavá rozpouštědla, například perchloretylen (také známý jako PCE) a dekametylcyklopentasiloxan (také známý jako GreenEarth).

## Průběh čištění
Pro čištění se kromě rozpouštědla používá speciální stroj, kam se oblečení vloží a zalije se vhodným rozpouštědlem. Po vyčištění a vysušení se oblečení vyndá ze stroje. Samotnému čištění ještě může předcházet tzv. předdetáš. Při této činnosti zkušení pracovníci odstraní nejvýraznější skvrny. (Někdy probíhá tato činnost až po čištění, v tom případě se jedná pouze o detáš.) Potom už bude váš kousek putovat s podobnými kousky do stroje. Prádlo se třídí podle barvy a stupně zašpinění, aby byl výsledek co nejlepší, je totiž potřeba dohromady čistit pouze podobné oblečení.

## Symboly na štítku pro suché (chemické) čištění
Všechny typy čištění nebo praní mají své symboly. Ani u chemického čištění tomu není jinak. Na štítku oblečení se chemické čištění značí A, P nebo F.
Písmena P a F v kruhu jsou užívána pro rozdílné druhy rozpouštědel, které jsou používány v chemických čistírnách.

chemické čištění tetrachlorethylenem
chemické čištění tetrachlorethylenem, jemná péče
chemické čištění tetrachlorethylenem, velmi jemná péče
zákaz chemického čištění

A - může se čistit všemi obvykle používanými rozpouštědly i postupy; výrobek se může chemicky čistit všemi obvykle používanými rozpouštědly, včetně všech rozpouštědel,která jsou uvedena pod písmenem P; dále se může čistit trichloreténem a 1.1.1-trichloretanem
F- výrobek je možné chemicky čistit pouze trifluortrichloretanem a těžkým benzinem (s destilačnímrozmezí mezi 150 °C a 220 °C a bodem vzplanutí mezi 38 °C a 60 °C) obvyklými postupy čištění bez omezení
P- výrobek se může chemicky čistit tetrachloreténem (perchloretylénem), monofluortrichlormetanem a všemi rozpouštědly uvedenými pod symbolem F (benzinem atd.; obvyklé postupy čištění jsou bez omezení